# Campeonato Acreano 1995
In 1995 werd het 66ste Campeonato Acreano gespeeld voor clubs uit de Braziliaanse staat Acre. De competitie werd georganiseerd door de Federação de Futebol do Estado do Acre en werd gespeeld van 11 juni tot 26 augustus. Juventus werd kampioen. 

## Eerste toernooi

### Groep A
| Plaats | Club     | Wed. | W | G | V | Saldo | Ptn. |
| ------ | -------- | ---- | - | - | - | ----- | ---- |
| 1.     | Juventus | 3    | 2 | 1 | 0 | 12:2  | 7    |
| 2.     | Atlético | 3    | 2 | 1 | 0 | 4:2   | 7    |
| 3.     | ADESG    | 3    | 1 | 0 | 2 | 6:6   | 3    |
| 4.     | Andirá   | 3    | 0 | 0 | 3 | 3:15  | 0    |

|  | Geplaatst voor finale |

### Groep B
| Plaats | Club          | Wed. | W | G | V | Saldo | Ptn. |
| ------ | ------------- | ---- | - | - | - | ----- | ---- |
| 1.     | Rio Branco    | 3    | 2 | 1 | 0 | 7:3   | 7    |
| 2.     | Independência | 3    | 1 | 2 | 0 | 6:4   | 5    |
| 3.     | Grêmio        | 3    | 1 | 0 | 2 | 5:7   | 3    |
| 4.     | Vasco da Gama | 3    | 0 | 1 | 2 | 3:7   | 1    |

|  | Geplaatst voor finale |

### Finale
|             |          |       |            |  |
| 6 juli Heen | Juventus | 2 – 2 | Rio Branco |  |
| 6 juli Heen |          |       |            |  |

|               |            |       |          |  |
| 14 juli Terug | Rio Branco | 1 – 2 | Juventus |  |
| 14 juli Terug |            |       |          |  |

## Tweede toernooi

### Groep A
| Plaats | Club     | Wed. | W | G | V | Saldo | Ptn. |
| ------ | -------- | ---- | - | - | - | ----- | ---- |
| 1.     | Atlético | 4    | 2 | 2 | 0 | 6:1   | 8    |
| 2.     | Juventus | 4    | 2 | 1 | 1 | 5:4   | 7    |
| 3.     | ADESG    | 4    | 2 | 1 | 1 | 5:4   | 7    |
| 4.     | Andirá   | 4    | 1 | 1 | 2 | 5:7   | 4    |

|  | Geplaatst voor finale |

### Groep B
| Plaats | Club          | Wed. | W | G | V | Saldo | Ptn. |
| ------ | ------------- | ---- | - | - | - | ----- | ---- |
| 1.     | Rio Branco    | 4    | 2 | 2 | 0 | 6:2   | 8    |
| 2.     | Independência | 4    | 1 | 1 | 2 | 3:3   | 4    |
| 3.     | Vasco da Gama | 4    | 1 | 1 | 2 | 5:7   | 4    |
| 4.     | Grêmio        | 4    | 0 | 1 | 3 | 2:9   | 1    |

|  | Geplaatst voor finale |

### Finale
|                  |          |       |            |  |
| 11 augustus Heen | Atlético | 2 – 1 | Rio Branco |  |
| 11 augustus Heen |          |       |            |  |

|                   |            |       |          |  |
| 15 augustus Terug | Rio Branco | 0 – 1 | Atlético |  |
| 15 augustus Terug |            |       |          |  |

## Totaalstand
| Plaats | Club          | Ptn. |
| ------ | ------------- | ---- |
| 1.     | Rio Branco    | 15   |
| 2.     | Atlético      | 15   |
| 3.     | Juventus      | 14   |
| 4.     | ADESG         | 10   |
| 5.     | Independência | 9    |
| 6.     | Vasco da Gama | 5    |
| 7.     | Andirá        | 4    |
| 7.     | Grêmio        | 4    |

|  | Geplaatst voor finaleronde als groepswinnaar, krijgt daar twee bonuspunten |
|  | Geplaatst voor finaleronde als beste niet-winnaar                          |

## Finaleronde
| Plaats | Club       | Wed. | W | G | V | Saldo | Ptn. |
| ------ | ---------- | ---- | - | - | - | ----- | ---- |
| 1.     | Juventus   | 3    | 2 | 0 | 1 | 5:3   | 8    |
| 2.     | Rio Branco | 3    | 2 | 1 | 0 | 4:0   | 7    |
| 3.     | Atlético   | 3    | 1 | 1 | 1 | 3:3   | 6    |
| 4.     | ADESG      | 3    | 0 | 0 | 3 | 1:7   | 0    |

|  | Kampioen |

### Kampioen
| Campeonato Acreano de 1995    |
| Acre                          |
| ----------------------------- |
| JUVENTUS Kampioen (12° titel) |